# Elophila turbata
Elophila turbata là một loài bướm đêm trong họ Crambidae.